# 廣域紅外線巡天探測衛星
廣域紅外線巡天探測衛星（WISE）是NASA的紅外線空間望遠鏡，於2009年12月14日發射。WISE搭載口徑40公分的紅外線望遠鏡，以3至25微米的波長，六個月的時間進行巡天。WISE的紅外線偵測器比之前的紅外線巡天太空望遠鏡，如IRAS、AKARI、COBE靈敏一千倍以上。一般預期WISE一天可以發現數十顆小行星。
WISE預定將拍攝全天99%的影像，且同一區域影像至少將拍攝八幅以增加精確度。WISE將位於526公里高的太陽同步軌道並至少運行10個月。預估WISE將拍攝約150萬幅影像，平均每11秒拍攝1幅。每幅影像的視野是47角分。每個區域將被觀測過至少10次。WISE的影像將拍攝太陽系、銀河系以及宇宙深處的影像。在這些影像中將可增進我們對小行星、棕矮星和主要輻射紅外線的星系的認識。
WISE同時也是用來取代1999年3月發射失敗的廣角紅外線探測器。
2010年10月WISE的制冷劑用完，NASA Planetary division 出資進行不使用制冷劑的搜尋近地天體延伸任務，NEOWISE（Near-Earth Object WISE）。

## 衛星基本資料
WISE是由位於科羅拉多州博爾德的波爾航太科技公司（Ball Aerospace and Technologies Corp.）製造。 WISE是以Ball Aerospace RS-300衛星的結構，就是在2007年3月9日發射的軌道快車（Orbital Express）衛星發展而成。重量560公斤。

## 科學任務
WISE將以紅外線進行巡天。它的偵測器陣列在120、160、650、2600微央斯基 (µJy) 和3.3、4.7、12和23微米有5個標準差的極限。因此WISE比1983年發射的IRAS在12和23微米波長靈敏10萬倍；比1990年代的COBE在3.3和4.7微米波長靈敏50萬倍。
- 第一波段：3.4微米，觀察恆星和星系的寬波段。
- 第二波段：4.6微米，觀測棕矮星等亞恆星天體內部熱能的熱輻射。
- 第三波段：12微米，觀測小行星。
- 第四波段：22微米，觀測恆星形成的塵埃（溫度約70－100 K）。

WISE的主要任務將維持十個月：第一個月是校驗，之後六個月是全天空巡天，之後的三個月將持續巡天直到冷卻系統的冷卻劑耗盡為止。次要任務將觀測天體位置的變化。
2007年11月8日，美國眾議院科學與技術委員會（United States House Committee on Science and Technology）的航太小組委員會召開聽證會審查NASA近地天體巡天項目。NASA的官員認為WISE可以作為近地天體巡天。NASA官員告知委員會成員將以WISE進行近地天體巡天。預期WISE在其將近一年的任務時間中可以發現約400個近地天體。
因為古柏帶天體溫度過低，將不能使用WISE進行搜尋。但WISE可以用來探測有內能熱的天體，例如700天文單位以外的海王星大小天體或1光年以外木星大小天體。如果2-3秒差距以內有2-3倍木星質量的褐矮星也可望被發現。

### 太陽系小天體
WISE將探測約30萬的小行星帶內的小行星，其中大約10萬個是新發現的；這其中還包含約700個近地天體（其中300個尚未發現）。也就是每天可探測1000個小行星帶天體和1-3個近地天體。WISE能探測V波段21-22等的小行星。WISE可以36小時，每次間隔三小時探測每個太陽系天體10-12次。

### 全天空巡天
在通过望远镜和探测系统对全天天体进行的巡天中，中红外波段的图像是一个空白。通过在3.5-23微米波段进行巡天观测，WISE可以填补这个空白。巡天产生的红外射线源目录将作为未来詹姆斯·韦伯空间望远镜观测目标的参考目录。

### 棕矮星
棕矮星和恒星类似，是由星际气体云中的气体坍缩而形成，但由于质量不足而缺少内部能量源，棕矮星形成后即不断冷却，因此适合在红外波段观测。WISE可以探测75光年以内，温度450K以上，或20光年以内，温度300K以上，或10光年以内温度150K以上的棕矮星。通过对大量棕矮星的观测，WISE可以帮助我们估算棕矮星的数量，并了解星体形成中是否存在可以形成恒星的最低质量阈值。

### 极亮红外星系
WISE能够观察到宇宙诞生30亿年之后至今的极亮红外星系。

### 近地天体观测（NEOWISE）
2010年10月初，WISE上用于冷却观测设备的制冷剂耗尽，但其4部红外照相机中的2部仍能工作，NASA决定启动被称为近地天体观测的新一阶段任务，为期约4个月。通过反复扫描一片星空区域，WISE可以提供一系列图像供计算机比对，发现固定的恒星背景中移动的天体，即近地小行星等天体。由于小行星经过太阳附近时被加温，其红外辐射往往比可见光辐射更容易观测到，因此WISE比可见光望远镜更适宜进行此类观测。2013年12月，NASA重新启用WISE，并将卫星名称改为NEOWISE。NEOWISE任务发现的一些小行星将成为NASA未来小行星研究计划的候选目标。

## 大事記
WISE任務負責人是洛杉磯加利福尼亞大學的愛德華·萊特博士。這個任務是萊特博士努力多年的結果，而且是在1999年時被NASA在次世代巡天計畫的中級探測任務許多方案中首先被選中出資支持的方案。 
WISE的歷史如下：

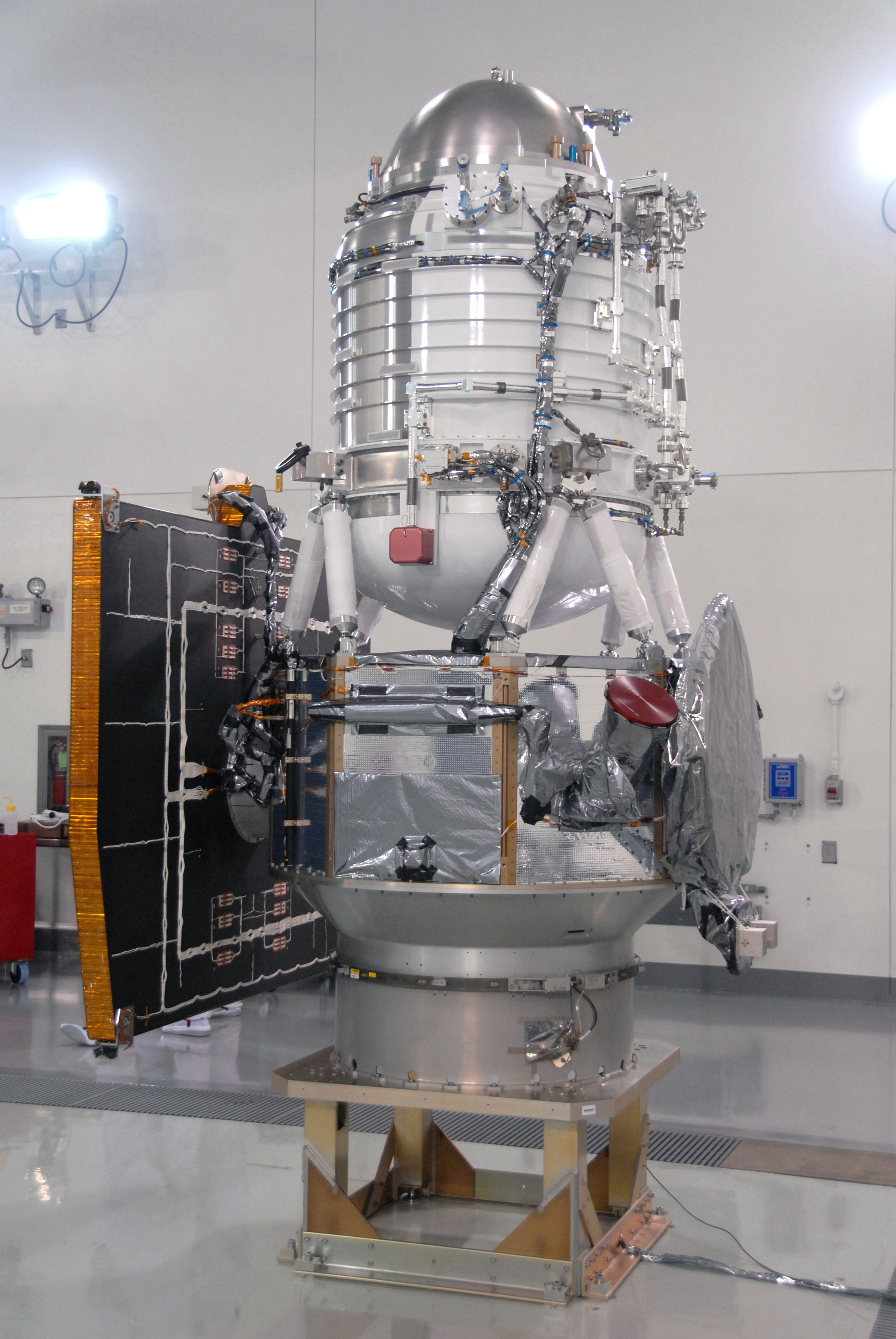
WISE，2009年8月17日

- 1999年1月：次世代巡天計畫是備選的五個計畫之一，將在1999年底選出其中兩個任務執行，分別在2003年和2004年執行。當時經費預測是1.39億美金。
- 1999年3月：廣角紅外線探測器在到達軌道數小時後失效。
- 1999年10月：中級探測任務被選中，次世代巡天計畫落選。
- 2001年10月：次世代巡天計畫修改成類似中級探測任務再次提出。
- 2002年4月：次世代巡天計畫被接受。
- 2002年12月：次世代巡天計畫改名成廣域紅外線巡天探測衛星（Wide-field Infrared Survey Explorer, WISE）。
- 2003年3月：NASA公布WISE獲選。
- 2003年4月：波爾航太獲選為WISE任務衛星提供者。
- 2004年4月：WISE被選為NASA的下一個中級探測任務，預測經費約2.08億美金。
- 2004年11月：NASA選擇猶他州立大學的太空動力實驗室製造WISE的望遠鏡。
- 2006年10月；WISE被NASA確定進行計畫，花費約3億美金。
- 2009年12月14日：WISE發射成功。
- 2009年12月29日：WISE成功脫除儀器外層覆蓋物。
- 2010年1月6日：WISE拍攝第一張照片。
- 2010年1月14日：WISE以它的四個波段開始為期9個月的巡天。它被預期前六個月可觀測99%的天空和之後三個月持續觀測直到制冷劑用完為止。
- 2010年1月25日：WISE發現新的近地小行星2010 AB78[19]。
- 2010年2月11日：WISE發現新的彗星P/2010 B2 (WISE)[20]。
- 2010年2月11日：WISE官方網站宣布已拍攝七幅影像，探測全天四分之一。
- 2010年10月：WISE观测设备使用的制冷剂耗尽，任务目标转为观测近地天体。
- 2011年2月1日：NASA宣布WISE任务结束，卫星进入休眠状态。
- 2012年11月：对WISE的检查表明WISE状况良好。[21]
- 2013年1月31日：NASA人类探索行动部门提出重新激活WISE的申请。[21]
- 2013年12月：WISE被重新激活并改名为NEOWISE。
- 2013年1月23日：NASA宣布NEOWISE被激活后的25天内已识别到太阳系内857个小天体，标志着激活后巡天能力评估的完成。[22]

## 衛星狀態
WISE原訂2009年12月11日發射，但因為火箭推進系統的問題延至同年12月14日。發射時間是協調世界時14:09:33（當地時間太平洋標準時間06:09）在加州范登堡空軍基地發射，成功進入高度326英里的繞地球極軌道。
WISE在發射後先經過一個月的校正確認所有探測器上的系統與資料鏈正常運作。探測儀器的外層在2009年12月29日成功丟棄。拍攝的「第一道光」影像在2010年1月6日公開；該影像是向船底座方像拍攝，曝光時間8秒的紅外線假色影像，使用藍色、綠色和紅色分別表是波長3.4微米、4.6微米和12微米的紅外線。2010年1月14日，WISE任務開始正式巡天。

## 相關照片

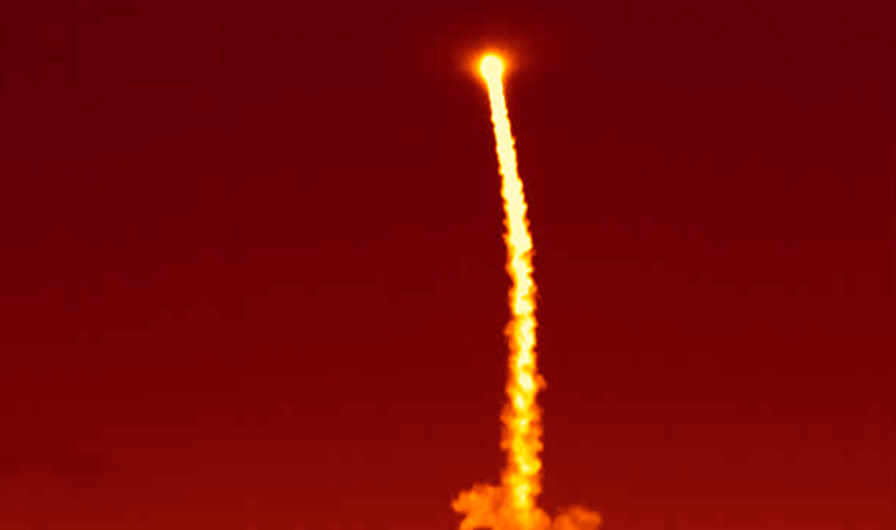
WISE 於2009年12月14日發射。
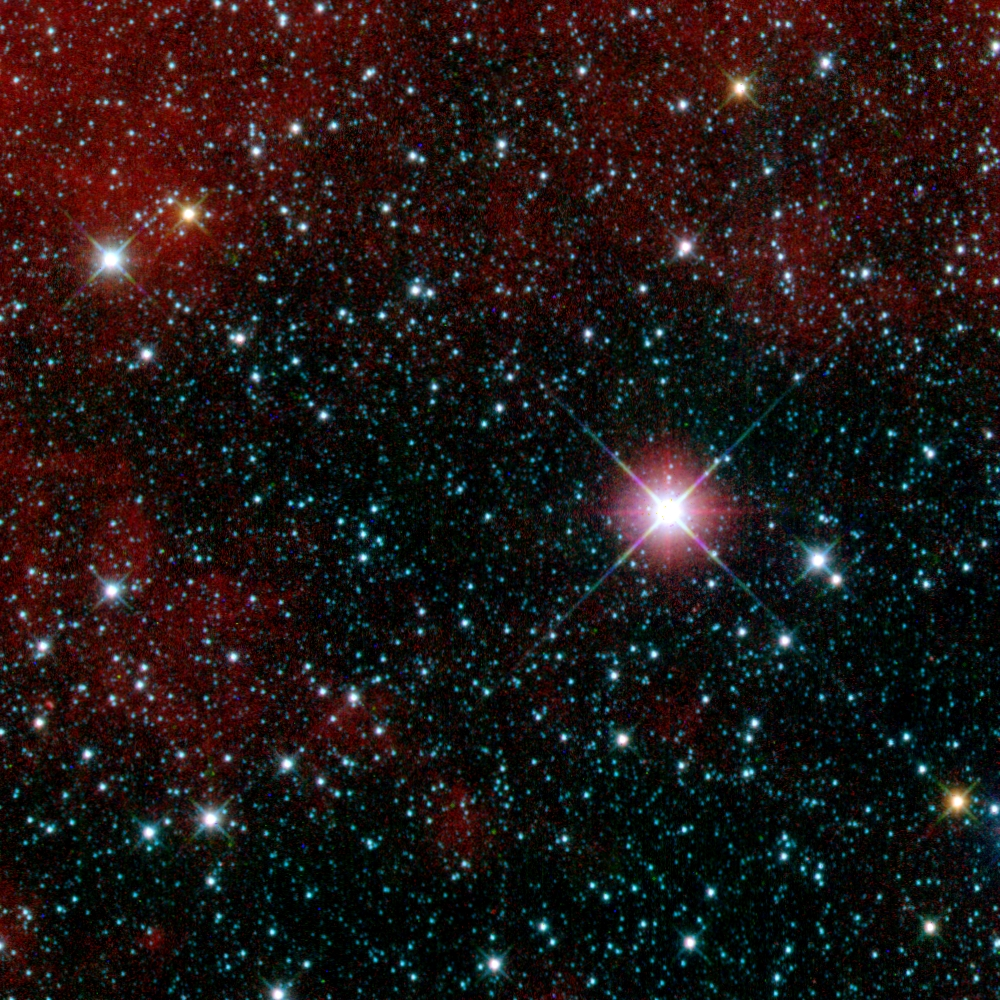
第一張照片是船底座方向的紅外線假色照片。
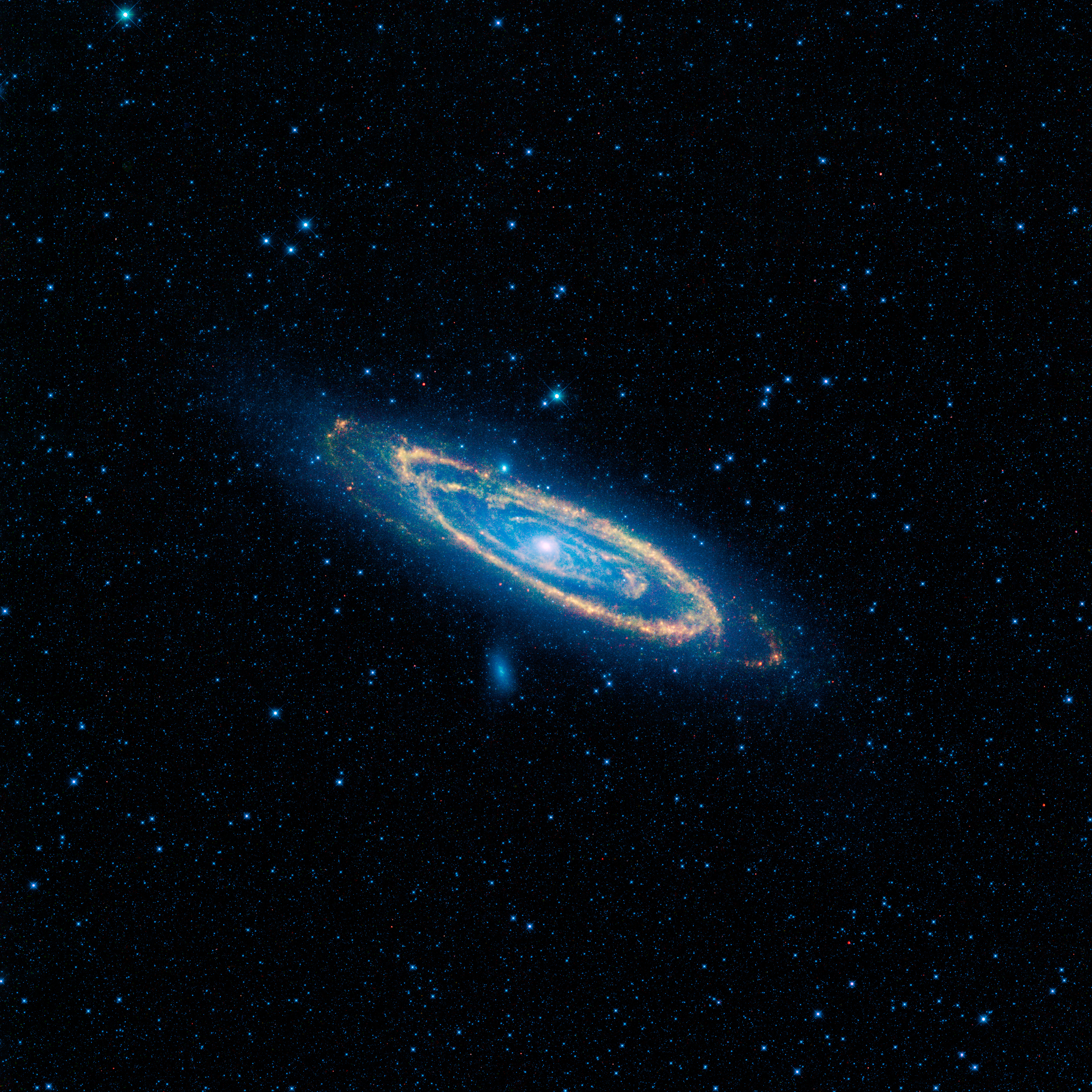
WISE拍攝的仙女座星系(M31)。
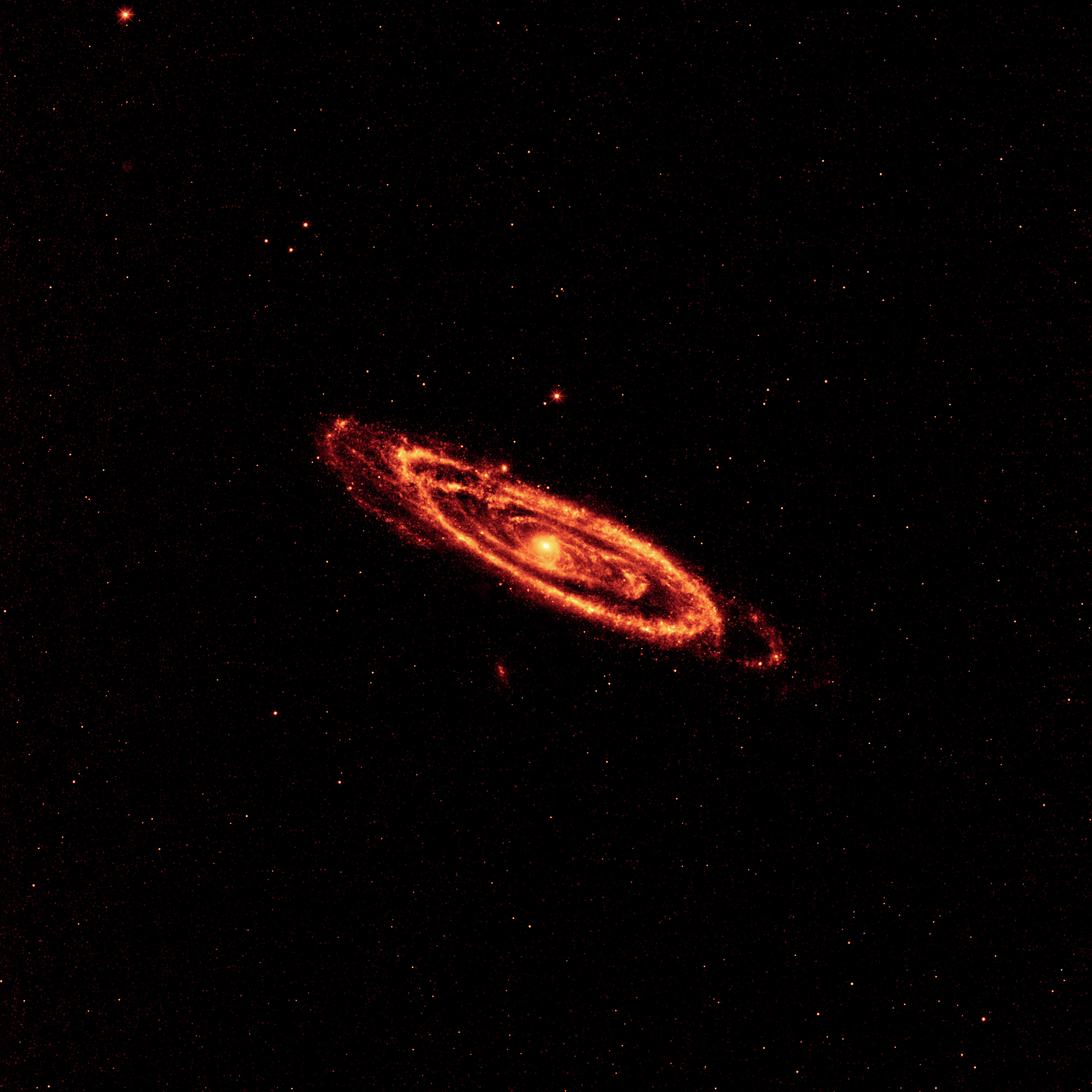
WISE以12微米（橙色）和22微米（紅色）波長拍攝的仙女座星系。
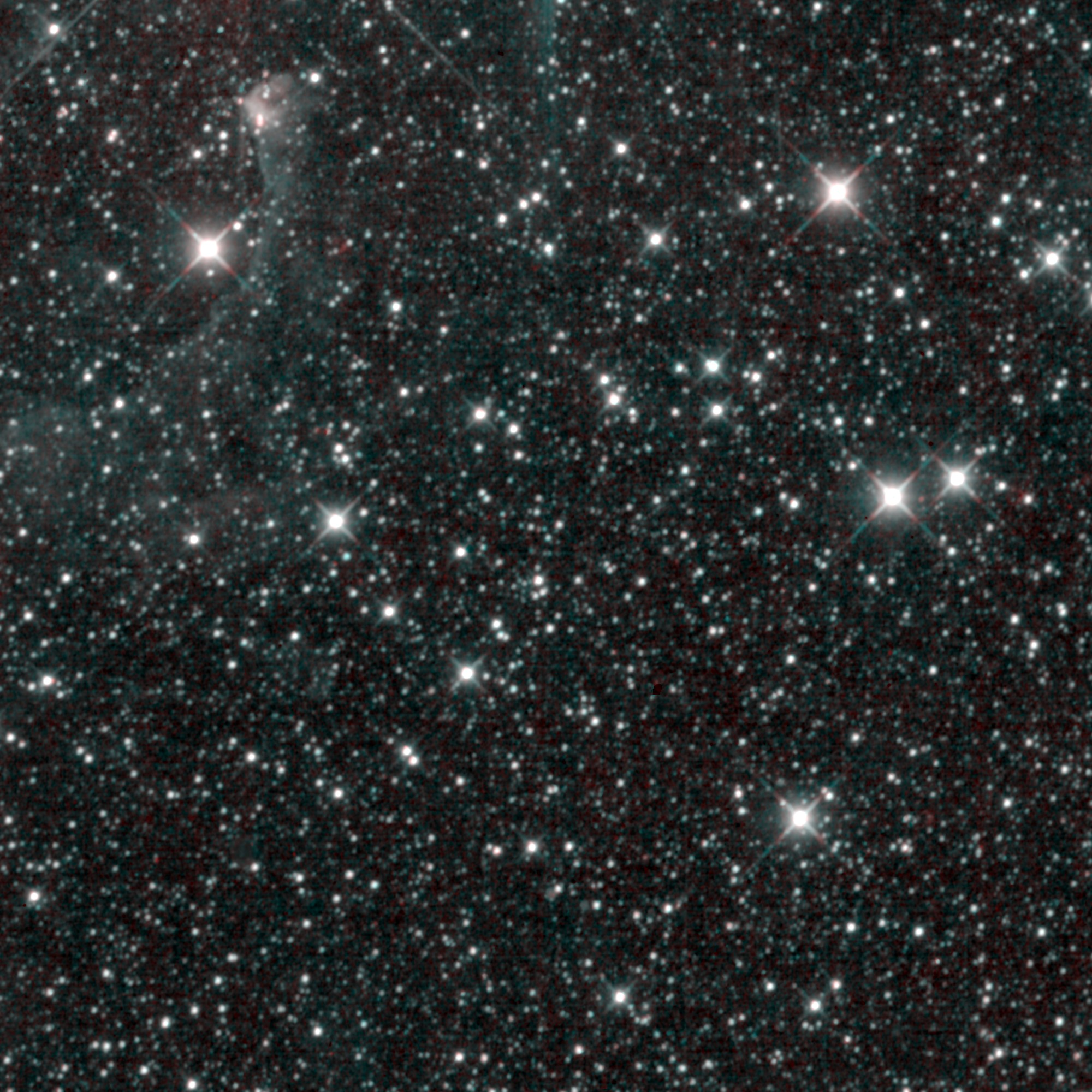
拍摄的最新宇宙照片，2011年2月1日。
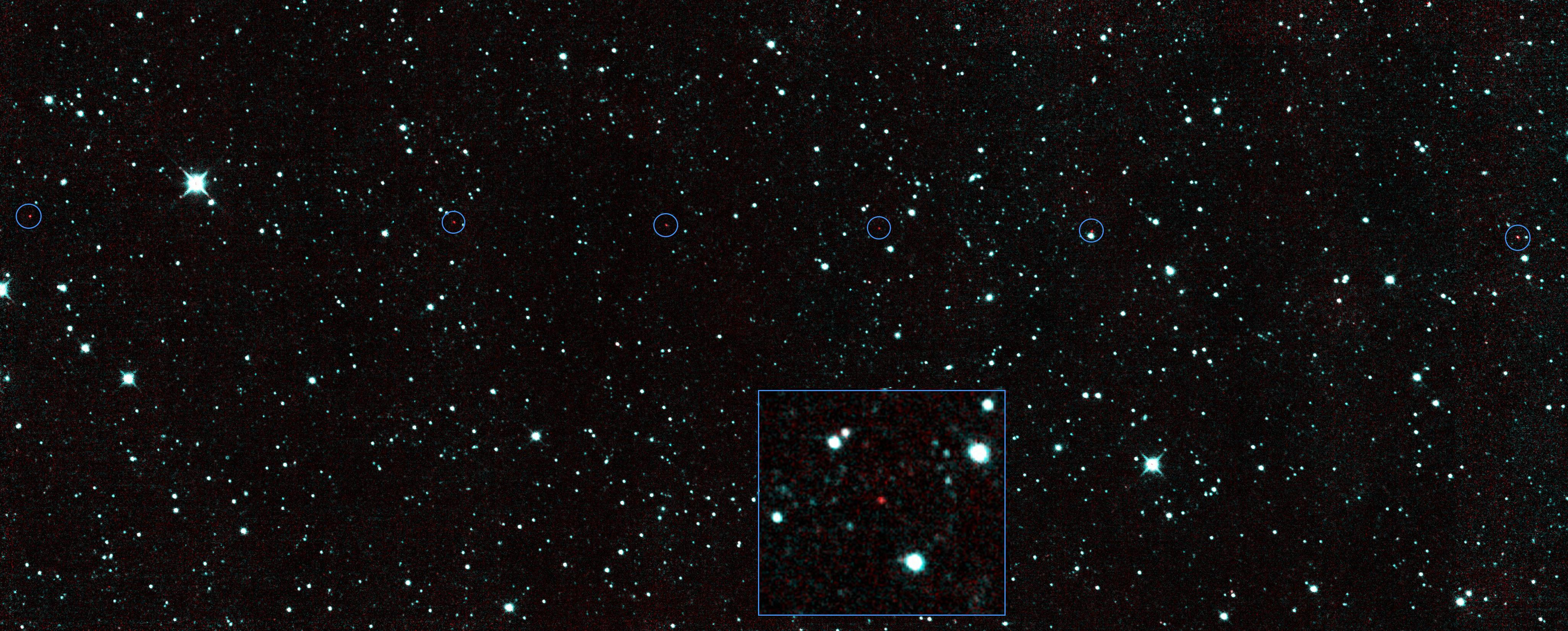
NEOWISE重新激活后发现的第一颗近地小行星2013YP139在天空中的轨迹（圈出的红点所示）。

## 外部連結
- WISE mission project website
- WISE mission multimedia gallery
- WISE mission Profile by NASA's Solar System Exploration
- WISE mission Fact Sheet （页面存档备份，存于）
- WISE Press Kit （页面存档备份，存于）
- Ball Aerospace Passes WISE CDR （页面存档备份，存于）
- In Search of Dark Asteroids (and Other Sneaky Things)
- WISE Passbands （页面存档备份，存于）
- Comparison of WISE resolution with that of COBE and IRAS (with movie)
- NASA's WISE Mission Releases Medley of First Images （页面存档备份，存于）